# Solidaris Wallonie
Solidaris Wallonie is een Belgisch ziekenfonds dat actief is in Wallonië. Met 1,2 miljoen leden is Solidaris Wallonie het grootste ziekenfonds van België na CM Vlaanderen en Partenamut. Het ontstond op 1 januari 2022 uit de fusie van vijf mutualiteiten aangesloten bij het Nationaal Verbond van Socialistische Mutualiteiten:
- Solidaris Mutualité Brabant Wallon (305)
- Solidaris Mons-Wallonie Picarde (315)
- Solidaris Mutualité Socialiste du Centre, Charleroi et Soignies (317)
- La Mutualité Solidaris - Mutualité Socialiste et Syndicale de la Province de Liège (319)
- Solidaris Mutualité-Province de Namur (325).

De hoofdzetel bevindt zich in Namen. Ze behield het ziekenfondsnummer 319 van de grootste federatie, Luik.
De Mutualité Socialiste du Luxembourg (323) sloot zich niet aan bij Solidaris Wallonie.